# Calibru

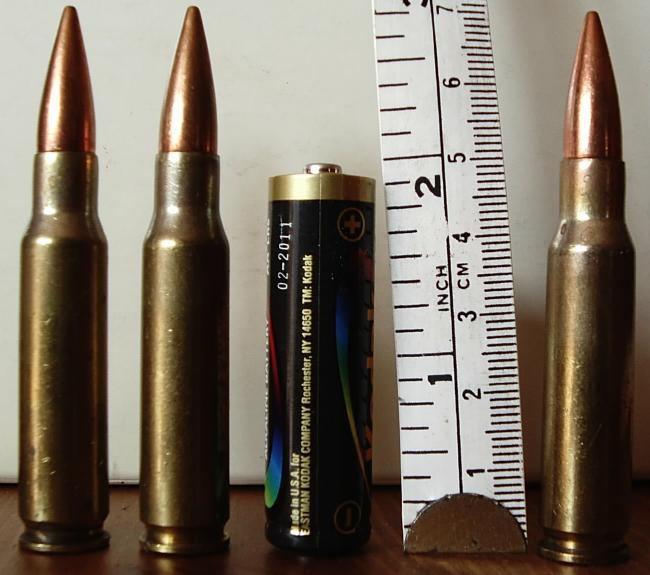
Cartușe de 7,62 mm NATO

În domeniul armamentului incluzând și arme de foc, calibrul este aproximativ diametrul interior al țevii de expulzare a proiectilului, dar termenul  este folosit și pentru a specifica diametrul exterior al cartușului.
Calibrul exprimat în unități metrice se distinge printr-un x pus între diametrul și lungimea carcasei exprimate în mm.
de exemplu: 7.62×51mm NATO.
În Europa pentru arme convenționale în cazul cartușelor calibrul este de obicei exprimat în milimetri, anglo-saxonii măsurând calibrul în subdiviziuni ale țolului (inch) (1 țol = 25,4 mm). În cazul în care în Europa se folosesc cartușe cu marcare americană, atunci se ia în considerare sistemul de măsură american.

## Calibrul țevii lisă
În cazul țevilor lisă calibrul, propus la începuturile fabricării armelor de foc, reprezintă numărul de bile de același diametru care se pot fabrica dintr-o livră de plumb (453,59237grame), și care să fie de diametrul porțiunii cilindrice interioare a țevii. Astfel întâlnim următoarele calibre 8, 10, 12, 16, 18, 20. Cu cât cifra este mai mică diametrul țevii este mai mare, de exemplul diametrul țevii pentru calibrul 12 este 18,5 mm iar pentru o țeavă de calibrul 16 diametrul este 16,8 mm.
Este greșit să spunem că o armă cu țeavă lisă are calibrul „12 mm”!

## Calibrul țevii ghintuite
| Imagine indisponibilă                                        |  | Imagine indisponibilă                                               |
| Ghinturile unui tun de 105 mm al unui tanc Royal Ordnance L7 |  | Ghintuire convențională (stânga) și ghintuire poligonală (dreapta). |

În cazul țevilor ghintuite calibrul reprezintă diametrul țevii măsurat între două plinuri ale ghintului